# Lista de pinturas de José Malhoa

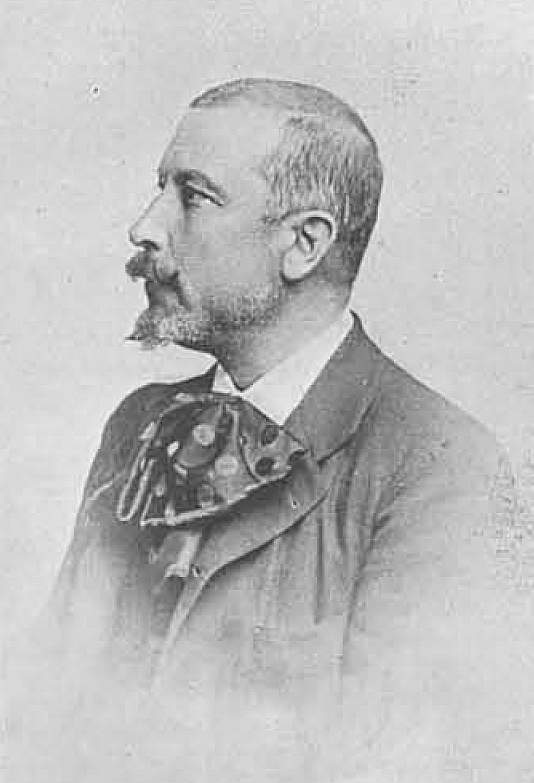
José Malhoa (foto de 1889)

Esta é uma lista de pinturas de José Malhoa, lista não exaustiva das pinturas deste pintor português, mas tão só das pinturas que como tal se encontram registadas na Wikidata.
A lista está ordenada pela data da publicação de cada pintura. Como nas outras listas geradas a partir da Wikidata, os dados cuja designação se encontra em itálico apenas têm ficha na Wikidata, não tendo ainda artigo próprio criado na Wikipédia.
Entre 1867 e 1875 José Malhoa estudou na Academia de Belas-Artes de Lisboa tendo como mestres, entre outros, Tomás da Anunciação e Miguel Lupi. Abandonou temporariamente a pintura após duas vezes ter sido preterido na Bolsa de Estado para Paris, até que, em 1881, em Madrid, a pintura A Seara Invadida teve uma boa recepção crítica. Foi um dos fundadores do Grupo do Leão ligado ao movimento Naturalista então liderado por Silva Porto.
Expôs na Sociedade Promotora de Belas-Artes, no Grupo do Leão, no Grémio Artístico e, desde 1901, na Sociedade Nacional de Belas-Artes (SNBA) onde recebeu a Medalha de Honra (1903) e várias Primeiras Medalhas tendo sido eleito seu presidente em 1918. De 1897 a 1912 participou no Salon de Paris, e depois noutras exposições internacionais.
Fialho de Almeida considerou as suas pinturas de género uma espécie de «odisseia rústica nacional», na representação de costumes e hábitos campestres que reconstituem o imaginário ruralista do Portugal Monárquico e Republicano. Foi apreciado por ambos os regimes como autor por excelência de um «portuguesismo» desprovido de ideologias, da fixação de costumes rústicos, com episódicas cenas de costumes urbanos pintadas a partir dos anos 20, que converteram Malhoa no mais popular dos pintores portugueses.
Como Retratista recebeu encomendas oficiais e realizou composições históricas para o Palácio da Ajuda (1890), a Assembleia Constituinte (1891), a Câmara Municipal de Lisboa (1899) e o Museu Militar (1907–08). Faleceu em Figueiró dos Vinhos, onde tinha atelier, em 1933.
| Imagem | Título                                             | Data de publicação | Retrata                                        | Coleção                                                | Descrito em |
| ------ | -------------------------------------------------- | ------------------ | ---------------------------------------------- | ------------------------------------------------------ | ----------- |
|        | A Mata das Caldas                                  | 1873               |                                                | Museu de José Malhoa                                   |             |
|        | Retrato de Almeida Garrett                         | 1881               | Almeida Garrett                                | Escola Superior de Música de Lisboa                    |             |
|        | Carlos Relvas Montando o Rollito                   | 1883               | Carlos Relvas                                  | Casa-Museu dos Patudos                                 |             |
|        | Júlia Malhoa                                       | 1883               |                                                | Museu de José Malhoa                                   |             |
|        | O ateliê do estatuário Simões de Almeida           | 1883               | ateliê escultura José Simões de Almeida Júnior | Museu de Arte de São Paulo                             |             |
|        | Carlos Relvas Toureando                            | 1887               |                                                | Casa-Museu dos Patudos                                 |             |
|        | Retrato de Laura Sauvinet                          | 1888               | Laura Sauvinet                                 | Museu de José Malhoa                                   |             |
|        | João das Regras                                    | 1889               | João das Regras                                | Paços do Concelho de Lisboa                            |             |
|        | Paisagem                                           | 1889               |                                                | Museu Nacional de Arte Contemporânea do Chiado         |             |
|        | Retrato do rei D. Carlos                           | século XIX 1890    | Carlos I de Portugal                           | Palácio Nacional da Ajuda Palácio de São Bento         |             |
|        | Retrato de Fausto de Queirós Guedes                | década de 1890     | Visconde de Valmor                             | Paços do Concelho de Lisboa                            |             |
|        | Retrato de mulher                                  | década de 1890     | mulher                                         | Museu Nacional de Belas Artes                          |             |
|        | Retrato de D. Maria Isabel da Costa São Romão      | década de 1890     |                                                | No/unknown value                                       |             |
|        | Retrato de Senhora                                 | 1890               |                                                | No/unknown value                                       |             |
|        | Gritando ao rebanho                                | 1891               |                                                | Museu de José Malhoa                                   |             |
|        | Carlos I, Rei de Portugal                          | 1891               |                                                |                                                        |             |
|        | Gozando os rendimentos                             | 1893               |                                                | Museu Nacional de Belas Artes                          |             |
|        | Retrato de Carlos Relvas                           | 1894               | Carlos Relvas                                  | Casa-Museu dos Patudos                                 |             |
|        | O Ateliê do Artista (José Malhoa)                  | 1894               | atelier artista modelo nua                     | Museu de Arte de São Paulo                             |             |
|        | Uma boa compra                                     | 1895               |                                                | Museu Mariano Procópio                                 |             |
|        | Um compasso difícil (Lição de violino)             | 1895               |                                                | Museu Nacional de Belas Artes                          |             |
|        | Cabeça de Velho                                    | 1895               |                                                | Casa-Museu Dr. Anastácio Gonçalves                     |             |
|        | A Sesta dos Ceifeiros                              | 1895               |                                                | Museu de Arte Contemporânea Armando Martins            |             |
|        | Embraçar cebolas                                   | 1896               |                                                | No/unknown value                                       |             |
|        | Retrato de Manuel João da Costa                    | 1896               |                                                | Museu de José Malhoa                                   |             |
|        | Regresso do campo                                  | 1897               | mulher                                         | Museu Nacional de Varsóvia                             |             |
|        | As Padeiras, Mercado em Figueiró                   | 1898               | padeiro mercado Figueiró dos Vinhos            | No/unknown value                                       |             |
|        | A sesta                                            | 1898               |                                                | Museu Nacional de Belas Artes                          |             |
|        | José Relvas tocando violino                        | 1898               | José Relvas                                    | Casa-Museu dos Patudos                                 |             |
|        | Retrato do Conde de Proença-a-Velha                | 1898               | Conde de Proença-a-Velha                       | No/unknown value                                       |             |
|        | Retrato de José Luciano de Castro                  | 1899               | José Luciano de Castro                         | Fundação Dionísio Pinheiro e Alice Cardoso Pinheiro    |             |
|        | Nossa Senhora da Assunção                          | 1899               | Assunção de Maria                              | Igreja de Nossa Senhora dos Mártires                   |             |
|        | Retrato de Adelaide Prado Ribeiro                  | 1900               |                                                | No/unknown value                                       |             |
|        | Retrato de Júlio de Menezes                        | 1900               |                                                | No/unknown value                                       |             |
|        | Retrato de Teresa Emílio Avelino Pereira da Costa  | 1900               |                                                | Museu Nacional de Arte Contemporânea do Chiado         |             |
|        | Retrato de António Novais                          | 1901               |                                                | Museu de José Malhoa                                   |             |
|        | Figura decorativa                                  | 1902               |                                                | Museu Antônio Parreiras                                |             |
|        | Retrato de J. S. Bach                              | 1903               | Johann Sebastian Bach                          | Museu Nacional da Música                               |             |
|        | A Camponesa                                        | 1903               |                                                | Casa-Museu dos Patudos                                 |             |
|        | Cócegas                                            | 1904               |                                                | Museu Nacional de Belas Artes                          |             |
|        | Retrato do Mestre Roque Gameiro                    | 1904               | Roque Gameiro                                  | Museu de José Malhoa                                   |             |
|        | Velha Fiando                                       | 1904               |                                                | No/unknown value                                       |             |
|        | A Corar a Roupa                                    | 1905               |                                                | Museu Nacional de Belas Artes                          |             |
|        | Cuidados de Amor                                   | 1905               |                                                | Novo Banco                                             |             |
|        | Retrato de D. Carlos (1905)                        | 1905               | Carlos I de Portugal                           | NOVA Medical School                                    |             |
|        | O Sonho do Infante                                 | 1905               | Henrique, o Navegador                          | Real Gabinete Português de Leitura                     |             |
|        | Sétimo Mandamento                                  | 1905               |                                                | No/unknown value                                       |             |
|        | Lendo o jornal                                     | 1905               |                                                | Museu de José Malhoa                                   |             |
|        | Paisagem com camponesa                             | 1906               | camponês mulher                                | Coleção Museu Histórico Nacional                       |             |
|        | Os Bêbados                                         | 1907               | drunken person                                 | Museu de José Malhoa                                   |             |
|        | Descobrimento do Brasil                            | 1907               |                                                | Real Gabinete Português de Leitura                     |             |
|        | Vasco da Gama ouvindo o Piloto oriental            | 1907               | Vasco da Gama                                  | Museu Militar de Lisboa                                |             |
|        | Ilha dos Amores (Malhoa)                           | 1908               |                                                | Museu Militar de Lisboa                                |             |
|        | Rei D. Manuel II                                   | 1908               | Manuel II de Portugal                          | Palácio Nacional de Mafra                              |             |
|        | Retrato do Príncipe Luís Filipe                    | 1908               | Luís Filipe                                    | Museu de José Malhoa                                   |             |
|        | Paisagem (Figueiró dos Vinhos)                     | 1908               |                                                | Casa-Museu Dr. Anastácio Gonçalves                     |             |
|        | Vista do Convento de Figueiró                      | 1908               |                                                | No/unknown value                                       |             |
|        | O Fado                                             | 1910               | fado cantor Guitarra portuguesa guitarrista    | Museu de Lisboa                                        |             |
|        | Pereira em flor                                    | 1910               |                                                | No/unknown value                                       |             |
|        | Igreja de Figueiró                                 | 1911               |                                                | No/unknown value                                       |             |
|        | Uma quelha de Figueiró                             | 1912               |                                                | No/unknown value                                       |             |
|        | Uma ruela em Figueiró                              | 1912               |                                                | No/unknown value                                       |             |
|        | Cabeça de Homem                                    | 1913               |                                                | Casa-Museu Dr. Anastácio Gonçalves                     |             |
|        | Varanda dos rouxinóis                              | 1914               |                                                | No/unknown value                                       |             |
|        | À sombra da parreira                               | 1914               |                                                | Museu Nacional Grão Vasco                              |             |
|        | Retrato de Minha Mulher                            | 1914               |                                                | Museu Nacional de Arte Contemporânea do Chiado         |             |
|        | Desalento                                          | 1915               |                                                | Casa Museu Fernando de Castro                          |             |
|        | Paisagem de Figueiró                               | 1915               |                                                | No/unknown value                                       |             |
|        | Clara (José Malhoa)                                | 1918               | mulher                                         | Museu Nacional de Arte Contemporânea do Chiado         |             |
|        | À Beira-mar                                        | 1918               | beach kiosk                                    | Museu Nacional de Arte Contemporânea do Chiado         |             |
|        | Últimas notícias                                   | 1918               |                                                | Museu de José Malhoa                                   |             |
|        | Abóboras                                           | 1918               |                                                | Museu Nacional de Arte Contemporânea do Chiado         |             |
|        | Outono                                             | 1919               |                                                | Museu Nacional de Arte Contemporânea do Chiado         |             |
|        | Praia com barracas com figuras                     | 1919               |                                                | No/unknown value                                       |             |
|        | Praia das Maçãs (Estudo)                           | 1919               | Praia das Maçãs                                | Casa-Museu Dr. Anastácio Gonçalves                     |             |
|        | As Promessas                                       | década de 1920     |                                                | Museu de José Malhoa                                   |             |
|        | Retrato do Juiz Adalberto Soares do Amaral Pereira | 1920               | juiz                                           | Museu Nacional de Arte Contemporânea do Chiado         |             |
|        | Igreja de Figueiró (1921)                          | 1921               | Figueiró dos Vinhos                            | No/unknown value                                       |             |
|        | Pátio de Figueiró                                  | 1922               |                                                | No/unknown value                                       |             |
|        | Ai, Credo!                                         | 1923               |                                                | No/unknown value                                       |             |
|        | Na horta                                           | 1924               |                                                | No/unknown value                                       |             |
|        | Rainha D. Leonor                                   | século XX 1926     | Leonor de Avis, Rainha de Portugal             | Museu de José Malhoa                                   |             |
|        | Milho ao sol                                       | 1927               |                                                | Museu Nacional Grão Vasco                              |             |
|        | Praia das Maças                                    | 1929               |                                                | No/unknown value                                       |             |
|        | Retrato póstumo de José Relvas                     | 1930               | José Relvas                                    | Casa-Museu dos Patudos                                 |             |
|        | Varanda florida                                    | 1930               |                                                | No/unknown value                                       |             |
|        | A caça                                             | 1931               |                                                | No/unknown value                                       |             |
|        | Conversa com o Vizinho                             | 1932               |                                                | Museu de José Malhoa                                   |             |
|        | Retrato do Dr. Anastácio Gonçalves                 | 1932               | António Anastácio Gonçalves                    | Casa-Museu Dr. Anastácio Gonçalves                     |             |
|        | Retrato de Egas Moniz                              | 1932               | António Egas Moniz                             | Hospital de Santa Maria                                |             |
|        | Moça                                               | 1933               |                                                | Museu de José Malhoa                                   |             |
|        | O Ventura                                          | 1933               |                                                | Museu de José Malhoa                                   |             |
|        | Primavera                                          | 1933               |                                                | Museu de José Malhoa                                   |             |
|        | O Emigrante                                        | século XX          |                                                | No/unknown value                                       |             |
|        | Crianças espreitando                               | século XX          |                                                | No/unknown value                                       |             |
|        | A Mulher do Gato                                   | século XX          |                                                | Museu de José Malhoa                                   |             |
|        | Inundação da Ribeira de Santarém                   | século XX          |                                                | Casa-Museu Dr. Anastácio Gonçalves                     |             |
|        | Natureza Morta                                     | século XX          |                                                | MIAA - Museu Ibérico de Arqueologia e Arte de Abrantes |             |
|        | Paúl da outra banda                                |                    |                                                | Museu de José Malhoa                                   |             |

∑ 99 items.